# 2025年北九州市議会議員選挙
2025年北九州市議会議員選挙（2025ねんきたきゅうしゅうしぎかいぎいんせんきょ）は、北九州市の議決機関である北九州市議会を構成する議員を全面改選するために行われる選挙である。

## 概要
市議会議員の任期4年が満了したことに伴って実施された。7選挙区57議席に対して96名が立候補した。

## 基礎データ
- 選挙事由：任期満了
- 告示日：2025年1月17日
- 投票日：2025年1月26日
- 議員定数：57人
- 選挙区：7選挙区
- 候補者数：96人

## 当選した議員
自民党 
 公明党 
 共産党 
 立憲民主党 
 日本維新の会 
 国民民主党 
 無所属 
| 門司区   | 廣田信也   | 奥村直樹   | 日野雄二   | 小宮敬子 | 菊池公平 |
| 門司区   | 高橋都     |            |            |          |          |
| 小倉北区 | 宇都宮亮   | 佐藤栄作   | 冨士川厚子 | 中村義雄 | 吉田幸正 |
| 小倉北区 | 伊崎大義   | 松岡裕一郎 | 木畑広宣   | 大石正信 | 中村順子 |
| 小倉北区 | 山田大輔   |            |            |          |          |
| 小倉南区 | 泉日出夫   | 吉村太志   | 金子秀一   | 森本由美 | 渡辺修一 |
| 小倉南区 | 高野久仁子 | 宇土浩一郎 | 森結実子   | 片山尹   | 西田一   |
| 小倉南区 | 柳井誠     | 有田絵里   |            |          |          |
| 若松区   | 三宅まゆみ | 上野照弘   | 小松みさ子 | 本田一郎 | 山内涼成 |
| 八幡東区 | 成重正丈   | 戸町武弘   | 小金丸数嘉 | 井上真吾 |          |
| 八幡西区 | 井上純子   | 大久保無我 | 中島隆治   | 宮崎吉輝 | 村上幸一 |
| 八幡西区 | 立山幸子   | 村上直樹   | 鷹木研一郎 | 田仲常郎 | 山崎英樹 |
| 八幡西区 | 香月耕治   | 松尾和也   | 村上聡子   | 永井佑   | 伊藤淳一 |
| 戸畑区   | 田中元     | 岡本義之   | 荒川徹     | 小宮良彦 |          |